# Фирсов, Сергей Львович
Серге́й Льво́вич Фи́рсов (род. 8 июля 1967, Ленинград) — российский религиовед и историк, специалист в области истории религии и государственно-религиозных отношений (в частности, истории Русской православной церкви синодального и советского периодов), политической истории, а также социальной психологии.

## Биография
В 1984 году окончил среднюю школу № 15 города Ленинграда и поступил на исторический факультет Ленинградского государственного университета им. А. А. Жданова. В 1985−1987 годы проходил службу в рядах Вооружённых сил СССР (в те годы студенты большинства вузов были лишены отсрочки).
В 1991 году окончил с отличием Ленинградский государственный университет. Среди учителей: В. С. Дякин, Р. Ш. Ганелин, Ю. Д. Марголис, Н. И. Приймак, С. Н. Савельев.
В 1991—1995 годы преподавал в ЛЭТИ (кафедра истории культуры, государства и права). С 1995 года преподаёт в Санкт-Петербургском государственном университете.
В 1994 годы в Санкт-Петербургском филиале Института российской истории РАН диссертации на соискание учёной степени кандидата исторических наук (тема: «Православная Церковь и Российское государство в конце XIX — начале XX вв. (Проблема взаимоотношений духовной и светской власти)»).
В 1995–2000 годы — старший преподаватель, доцент, профессор Центра переподготовки и переквалификации по филологии и лингвострановедению Санкт-Петербургского государственного университета (филологический факультет).
В 1997 году в Санкт-Петербургском филиале Института российской истории РАН защитил диссертацию на соискание учёной степени доктора исторических наук (тема: «Православная Церковь и Российское государство в 1907−1917 гг.: социальные и политические проблемы»).
В 2000–2018 годы — профессор кафедры философии религии и религиоведения философского факультета Санкт-Петербургского государственного университета.
С 2009 года — профессор кафедры церковной истории Санкт-Петербургской Духовной Академии.
30 мая 2016 года включён в состав созданного тогда же объединённого диссертационного совета Д 999.073.04 по теологии Общецерковной аспирантуры и докторантуры имени святых равноапостольных Кирилла и Мефодия, Православного Свято-Тихоновского гуманитарного университета, Московского государственного университета имени М. В. Ломоносова и Российской академии народного хозяйства и государственной службы при Президенте Российской Федерации.
С 2017 года — член по Северо-Западному федеральному округу Экспертного совета исследователей религии при кафедре государственно-конфессиональных отношений РАНХиГС.

## Труды
Автор более 450 научных, научно-популярных, учебно-методических и публицистических работ.
- Митрополит Санкт-Петербургский и Ладожский Антоний (Вадковский) и проблема реформы Высшего Церковного Управления в годы первой российской революции // Ежегодная богословская конференция Православного Свято-Тихоновского богословского института. 1992—1996. — М.: 1996. — С. 337—339.
- Некоторые аспекты церковно-государственных отношений в России в начале XX столетия // Церковь и государство в русской православной и западной латинской традициях: материалы конференции 22-23 марта 1996 г., Санкт-Петербург. — СПб. : РХГИ, 1996. — 203 с. — С. 51-61.
- Сектант-провокатор. Штрихи к портрету «антигероя» на фоне его времени (Рассказ об Алексее Григорьевиче Щетинине) // Звезда. — 1997. — № 2. — С. 200—208.
- Экспроприация совести. Хулиганство как социальное явление // Звезда. Ежемесячный литературно-художественный и общественно-политический независимый журнал. — СПб., 1997. — № 9. — С. 178—187.
- Финансовое положение русской церкви в последнее предреволюционное десятилетие // Церковно-исторический вестник. 1998. — № 1. — С. 145—160
- «Романтик православия» (К характеристике обновленческого митрополита Александра Введенского) // Новый Часовой. Русский военно-исторический журнал. 1999. — № 89. — С. 279—293.
- К вопросу о церковном реформаторстве начала века: Штрихи к портрету старообрядческого епископа Михаила (Семенова) // Проблемы социально-экономической и политической истории России XIX-XX вв. — 1999. — С. 322—332.
- Святой Павел (К вопросу о канонизации императора Павла I) // Памяти Ю. Д. Марголиса Письма, документы, научные работы, воспоминания. — СПб., 2000. С. 762—780.
- Император Николай II как православный государь: (К вопросу о религиозных взглядах и религиозном восприятии самодержца) // Ежегодная богословская конференция Православного Свято-Тихоновского богословского института. — М., 2000. — С. 182—189.
- Синодальная модель церковно-государственных взаимоотношений // Исторический вестник. — М., 2000. — № 5-6 (9-10). — С. 70-80.
- Актуальные вопросы изучения истории синодального периода Русской Православной Церкви // Исторический вестник. — М., 2000. — № 5-6 (9-10). — С. 269—275.
- «Быть может и в моем песке и соре найдется какая-нибудь крупица…» (Дневник Аполлинария Николаевича Львова. Подготовка текста, вводная статья и комментарии С. Л. Фирсова) // Нестор: Ежеквартальный журнал истории и культуры России и Восточной Европы. — 2000. — № 1. — С. 9-164.
- Власть и верующие: из церковной истории начала 1920-х годов (подготовка текста, вводная статья и комментарии) // Нестор: Ежеквартальный журнал истории и культуры России и Восточной Европы. — 2000. — № 1. — С. 205—236.
- Краткий обзор обобщающих трудов и серийных изданий по истории Русской Православной Церкви // Нестор: Ежеквартальный журнал истории и культуры России и Восточной Европы. — 2000. — № 1. — С. 419—430.
- Революция 1917 года и попытки «демократизации» Русской Церкви // Церковно-исторический вестник. — 2000. — № 6-7. — С. 196—208.
- Горький юбилей. К 100-летию со времени отлучения от Церкви Льва Толстого // НГ-Религии — 2001. — № 5 (76) — C. 8.
- До 1917 года // Отечественные записки. 2001. — № 1 — С. 116—125.
- Церковный суд в России в синодальный период. (Краткий исторический обзор) // Исторический Вестник. Научный журнал. М. — Воронеж: Издательство Воронежско — Липецкой епархии, 2002. — № 1 (16). Специальный выпуск «Церковный суд в истории России». Москва; Воронеж. — С. 134—144.
- Государство и религии в эпоху империи (юридические аспекты) // Многонациональный Петербург. История. Религии. Народы. СПб.: «Искусство-СПБ», 2002. — С. 165—177.
- Архимандрит Моисей (Путилов) и возрождение Оптиной пустыни // Церковь и время. 2002. — № 4 (21). — С. 185—207.
- Была ли безбожная пятилетка? // «Независимая газета-Религии», 30.10.2002. — С. 7.
- Православная Российская Церковь и модернизация русского общества на рубеже XIX—XX вв. К постановке проблемы // КЛИО. Журнал для ученых. СПб.: Издательство НЕСТОР. № . 2002. — С. 9-13.
- «Еврейский вопрос» и святой Патриарх Тихон // Континент. 2002. — № 111. — С. 367—379.
- Митрополит Сергий (Страгородский) в оценках и мнениях современников (к постановке вопроса) // Материалы конференции «История Русской Православной Церкви в XX веке (1917—1933 гг.)». — Петрозаводск, 2002. — С. 301—317.
- Архиереи, занимавшие кафедру епископов, архиепископов и митрополитов в XVIII—XX веках // Руководители Санкт-Петербурга. — СПб., М.: Издательский Дом «Нева», «ОЛМА-ПРЕСС», 2003. — С. 285—338.
- Перевернутая религия: советская мифология и коммунистический культ (К вопросу о «новом революционном сознании» и «освобожденном» человеке) // Государство, религия, церковь в России и за рубежом. 2003. — № 1 (30). — С. 91-109.
- Православие // Религии мира. Учебное пособие / Под редакцией М. М. Шахнович. СПб: Издательский дом Санкт-Петербургского университета, 2003. — С. 166—197.
- «Государственное православие» в императорской России: к вопросу о соотношении «господствующей» религии и светской власти // Вестник Санкт-Петербургского университета. Серия 6 (Философия, политология, социология, право, международные отношения). Выпуск 4 (30). 2001. [2003]. — С. 13- 20.
- Проблема преодоления «средостения»: Саровские торжества 1903 г. // V Всероссийская историческая научно-практическая конференция, посвященная 100-летию канонизации Серафима Саровского. Саров, 2004. — С. 76-82.
- «Обновление» Русской церкви в конце XIX — начале XX веков. К постановке проблемы // Религия и гражданское общество: проблема толерантности. Материалы Круглого стола (16 ноября 2002). СПб.: Санкт-Петербургское философское общество, 2003. — С. 54-58.
- Подготовка Собора и поиск новых взаимоотношений между Церковью и обществом // Церковь и время. 2003. — № 4 (25). — С. 201—224.
- Власть против народа (К вопросу о становлении сталинской политической системы) // Вестник молодых учёных. 2004. — № 1. — С. 3-12.
- Духовный соблазн человечества, ставший исторической трагедией России (русские религиозные философы о коммунизме) // Церковный Вестник. Ежемесячное издание Санкт-Петербургской епархии. № 5. 2004. — С. 45-49.
- Реформа или реформы? Православная Российская Церковь накануне революционных потрясений. (К постановке проблемы) // Вестник Русского Христианского гуманитарного института. № 5. СПб.: Издательство РХГИ, 2004. — С. 149—158.
- Державное мифотворчество и православие // Община XXI века: Православное обозрение. 2004. — № 1. — С. 6-7.
- «Охранительная идеология» и Православная Церковь в России 1825—1861 гг. // Философия и социально-политические ценности консерватизма в общественном сознании современной России (от истоков к современности). Сборник статей. СПб.: Санкт-Петербургский Государственный Университет, 2004. Выпуск 1. — С. 142—172.
- К вопросу о маргинализации сознания в современной религиозной жизни православной России // Православное учение о церкви: богословская конференция Русской Православной Церкви (Москва, 17-20 ноября 2003 г.): Материалы. — М. : Синодальная Богословская комиссия, 2004. — 359 с. — С. 243—258.
- Религиозная политика и народное благочестие в России (1825—1861) // Церковь и время. 2005 — № 1 (30). — С. 200—240
- Владыка Евлогий (Георгиеский) как депутат Государственной Думы (К характеристике Холмского вопроса) // Церковно-исторический вестник. 2005—2006. — № 12-13. — С. 87-97
- Основные этапы истории православия в России // Религиоведение. Учебное пособие / Под ред. М. М. Шахнович. — СПб.:Питер, 2006. — С. 216—234.
- Епископ Сергий (Страгородский) как председатель религиозно-философских собраний в Петербурге // Империя и религия. К 100-летию Петербургских религиозно-философских собраний 1901—1903 гг.: Материалы Всероссийской конференции / науч. ред А. В. Карпов, А. И. Тафинцев. — СПб.:Алетейя, 2006. — С. 118—128.
- Григорий Распутин: к истории новейшего мифотворчества // XVI ежегодная богословская конференция Православного Свято-Тихоновского гуманитарного университета. Материалы. М., 2006. Т. I. — С. 221—226.
- «Русский старец с посохом в руке» или Слово о «святом Григории» // Терещук А. Григорий Распутин. Последний «старец» Империи. — СПб.: Вита Нова, 2006. — С. 480—498.
- Должность обер-прокурора Святейшего Синода в начале XX столетия. К вопросу о юридическом статусе главы ведомства православного исповедания // Церковь и государственная власть России в XX в.: * Пятые Арсеньевские чтения. Великий Новгород 14-16 марта 2006 г. Великий Новгород, 2006. — С. 99-109.
- Владыка Евлогий (Георгиевский) как депутат Государственной Думы (К характеристике Холмского вопроса) // Церковно-исторический вестник. 2005—2006. — № 12-13. — С. 87-97.
- Миссионерская деятельность Русской православной церкви от святителя Иннокентия до Собора 1917—1918 годов // Церковь и время. 2006. — № 4 (37). — С. 93-158.
- «Глубинное единство» Русской Церкви // Церковь и время. Научно-богословский и церковно-общественный журнал. № 4 (37). 2006. — С. 242—256.
- Владыка Антоний (Храповицкий) как православный публицист и полемист конца XIX — начала XX века // Церковь и время. 2007. — № 2 (39). — С. 153—182.
- Псевдоправославная мифология в России. (К постановке проблемы) // XVII ежегодная богословская конференция православного Свято-Тихоновского гуманитарного университета. Материалы. — М.: Издательство православного Свято-Тихоновского гуманитарного университета, 2007. Т. I. — С. 313—320.
- Глава пятая: Конфессиональное измерение российского консерватизма. // Введение в проблематику российского консерватизма. Учебное пособие. СПб.: Издательский Дом Санкт-Петербургского государственного университета, 2007. — С. 257—315.
- Эсхатологические представления и предчувствия у неоконсерваторов современной России (к характеристике проблемы) // Эсхатологическое учение о Церкви. Москва. 14 — 17 ноября 2005 г. Материалы. — М.: Синодальная Богословская Комиссия, 2007. — С. 525—539.
- Накануне перемен. 1901—1916 // Русская Православная Церковь. XX век. — М.: Издательство Сретенского монастыря, 2008. — С. 12-72.
- Основные этапы в истории церковно-государственных отношений в России // Церковь и время. 2008. — № 1 (42). — С. 176—202.
- Духовное образование во второй половине XIX века // Церковь и время. Научно-богословский и церковно-общественный журнал. — № 1 (42). 2008. — С. 236—243.
- Разрушение ложных стереотипов // Церковь и время. Научно-богословский и церковно-общественный журнал. — № 1 (42). — 2008. — С. 244—256.
- Отношение к монархии и монарху накануне революции 1917 г. и в первые месяцы после Февраля // Материалы Международной научной конференции «1917-й: Церковь и судьбы России. К 90-летию Поместного Собора и избрания Патриарха Тихона». — М., 2008. — С. 24-43.
- Глава 5. Церковные издания и издательская деятельность Русской Православной Церкви // Книга в России, 1895—1917. Под общей редакцией кандидата исторических наук И. И. Фроловой. — СПб: Российская национальная библиотека, 2008. — С. 408—440.
- Святейший Правительствующий Синод (1721—1917) // Управленческая элита Российской империи. История министерств. 1802—1917. — СПб.: Лики России, 2008. — С. 503—526.
- Основные этапы в истории церковно-государственных отношений в России // Церковь и время. 2008. — № 1 (42). — С. 176—202.
- Церковно-юридические и социально-психологические аспекты «отлучения» Льва Николаевича Толстого. (К истории проблемы) // Яснополянский сборник-2008. Статьи, материалы, публикации. — Тула: Издательский дом «Ясная Поляна», 2008. — С. 366—380.
- Безбожная пресса СССР накануне Великой Отечественной войны. (Некоторые замечания к вопросу об отношениях Церкви и государства в 1937—1941 гг.) // Православие: Конфессия, институты, религиозность (XVII—XX вв.). Сборник научных работ / под ред. М. Долбилова, П. Рогозного. — СПб.: Издательство Европейского университета в Санкт-Петербурге, 2009. (Серия «Источник. Историк. История»; Выпуск 6). — С. 234—249.
- Адольф Мюнхенский и Иосиф Великий — политические «святые» религиозных маргиналов // Вестник Русский христианской гуманитарной академии. Научный журнал. СПб., 2009. Т. 10. Выпуск 2. — С. 234—262.
- Русские старообрядцы-поповцы и государство в эпоху императора Николая I // Старообрядчество: история и современность: Материалы Международной научно-практической конференции (СПб., 28-30 октября 2008 г.) / Министерство культуры и массовых коммуникаций РФ, ГМИР, Отделение по связям с религиозными объединениями Санкт-Петербурга. — СПб. : ООО «РПК Макс Принт», 2009. — 120 с. — С. 54-65.
- Отец Иоанн Кронштадтский и император Николай II // XIX ежегодная богословская конференция Православного Свято-Тихоновского гуманитарного университета. Материалы. М.: Издательство ПСТГУ, 2009. Т. 1. — С. 348—357.
- «Красная газета» как источник по истории церковно-государственных отношений и формирования антирелигиозной идеологии эпохи Гражданской войны (1918—1920) // Историография и источниковедение отечественной истории. Сборник научных статей. — СПб.: Скифия-принт, 2009. Выпуск 5. — С. 431—445.
- О. Андрей Уфимский. О радостях митрополита Сергия. (Предисловие и комментарии С. Л. Фирсова) // Вестник Русский христианской гуманитарной академии. Научный журнал. СПб., 2009. Т. 10. Выпуск 4. — С. 174—201.
- Гражданская война и убийство последнего императора России: социально-психологические аспекты // Уральская Голгофа. Материалы IV международной научно-практической конференции «Эпоха Николая II: политика, экономика, культура». Город Пермь, 10-11 июня 2009 года. — Пермь: ПКО ВООПИиК, 2009. Выпуск 4. — С. 32-45.
- История Русской Церкви по-итальянски // Церковь и время. Научно-богословский и церковно-общественный журнал. № 4 (49). 2009. — С. 235—240.
- «Злой гений» гения // Церковь и время. Научно-богословский и церковно-общественный журнал. 2010. — № 1 (50). — С. 315—320.
- Император Николай Павлович как православный государь и верующий христианин // Церковь и время. 2010. — № 3 (52). — С. 151—192.
- Русская Православная Церковь как политическая сила современного общества. (К вопросу о формировании консервативной идеологии в России XXI века) // Консерватизм: перспектива или альтернатива? Сборник статей / Под редакцией Ю. Н. Солонина. — СПб.: Издательство С.-Петербургского университета, 2010. — С. 187—210.
- Легенда о царском брате: Великий Князь Михаил Александрович — Соловецкий Патриарх Серафим // Государство, религия, Церковь в России и за рубежом. 2010. — № 4. — С. 209—225.
- Владыка Питирим (Окнов): к истории назначения на Петроградскую митрополичью кафедру // Вестник Православного Свято-Тихоновского гуманитарного университета. Серия 2: История. История Русской Православной Церкви. 2010. — № 35. — С. 22-31.
- Дань памяти церковным ученым как ответ на вызовы современного мира // Церковь и время. Научно-богословский и церковно-общественный журнал. 2011. — № 2 (55). — С. 251—262.
- Правда как путь преодоления исторических соблазнов // Журнал Московской Патриархии. 2011. — № 1. — С. 92-93.
- «Коммунистическая религиозность» как значимая причина церковных расколов в России (к вопросу о влиянии «новой веры» на традиционное религиозное сознание) // XXI ежегодная богословская конференция Православного Свято-Тихоновского гуманитарного университета. Материалы. — М.: Издательство ПСТГУ, 2011. — Т. 1. — С. 260—267.
- Русский параклет // Звезда. Ежемесячный литературно-художественный и общественно-политический независимый журнал. 2012. — № 9. — С. 114—131.
- Декрет об отделении Церкви от государства и школы от Церкви в мнениях и оценках. (К вопросу о восприятии документа в советскую эпоху) // XXII ежегодная богословская конференция Православного Свято-Тихоновского гуманитарного университета. Материалы. — М.: Издательство ПСТГУ, 2012. — Т. 1. — С. 99-116.
- Церковь и государство при Святейшем Патриархе Кирилле (Гундяеве): основные тенденции развития. (К постановке проблемы) // Вестник Русской христианской гуманитарной академии. 2013. — Т. 14. — Вып. 3. — С. 351—360.
- Запоздалая рецензия // Церковь и время. Научно-богословский и церковно-общественный журнал. 2013. — № 3 (64). — С. 223—236.
- К вопросу о последнем периоде жизни архиепископа Михаила // Архиепископ Михаил (Мудьюгин) в воспоминаниях и размышлениях. Материалы конференции, посвященной 100-летию со дня рождения архиепископа Михаила (Мудьюгина) 1912—2000 / Отв. ред. свящ. К. Костромин и Д. В. Волужков. — СПб.: Издательство СПбДА, 2013. — С. 28 — 33.
- Личность, политика и власть. О книге М. И. Одинцова «Патриарх Сергий» // Церковь и время: 2013. — № 1 (62). — С. 211—243.
- «Третий путь» как альтернатива «Третьему Риму»: принятие ислама священниками Русской Православной Церкви // Процессы трансформации религий / Под редакцией профессора, доктора философских наук М. М. Шахнович. — СПб.: Издательский дом Санкт-Петербургского государственного университета, 2014. — С. 198—219.
- «Симфония властей» в представлении современного священноначалия Русской Православной Церкви и светских лидеров России. К постановке проблемы // Формирование единого Русского государства: история и современность. Русский путь. Сборник научных трудов. — СПб.: Издательство РГПУ им. А. И. Герцена, 2014. — С. 156—171.
- Русская церковь на заре XX века: основные этапы исторического пути // Русская Церковь. Век двадцатый: История Русской Церкви XX века в свидетельствах современников. Т. 1 : 1900—1917. Конец Синодального периода, Кн. 1 / авт. предисл. С. Л. Фирсов. — 2014. — С. 7-50.
- «Революцию встретил враждебно». Владыка Антоний (Храповицкий) как православный публицист и полемист конца XIX — начала XX века // Журнал Московской Патриархии. 2014. — № 12. — С. 55-61.
- «Политическая вера», её «символы» и «формы исповедания» : о взглядах, принципах и убеждениях Константина Петровича Победоносцева // Церковь и время. — 2014. — № 4 (69). — С. 207—247.
- Черно-белый герой «безвременья» // Церковь и время. 2014. — № 2 (67). — С. 161—274.
- Папа Римский Иоанн XXIII в зеркале советской прессы. (К вопросу об истории восприятия личности понтифика в СССР) // Религия. Церковь. Общество. Исследования и публикации по теологии и религии. 2015. — № 4. — С. 54-83.
- Церковь, общество и власть при Святейшем Патриархе Московском и всея Руси Кирилле (Гундяеве) в 2013-2015 гг. (основные вехи развития взаимоотношений) // Вестник Русской христианской гуманитарной академии. — 2015. — № 4. — С. 262—274.
- До власти. Семья, учёба, служба Константина Петровича Победоносцева в 1827—1880 годах // Церковь и время. 2015. — № 4 (73). — С. 138—241.
- Накануне перемен. 1901—1916 // Русская Православная Церковь. XX век. — М.: Издательство Сретенского монастыря, 2015. — С. 12-72.
- «Блокадное покаяние». К истории бывшего обновленческого «митрополита» Ленинградского Николая Федоровича Платонова // Великая Отечественная война в памяти поколений. СПб.: Издательство РГПУ им. А. И. Герцена, 2015. — С. 161—169.
- К. П. Победоносцев и «еврейский вопрос» в России. К постановке проблемы // Studia Culturae. Научный журнал по культурологии, эстетике и философии культуры. 2015. — Выпуск 1 (23). — С. 110—132.
- Была ли Церковь служанкой государства? // Историческая экспертиза. 2015. — № 4 (5). [СПб., 2016] — С. 154—161.
- История Великого Московского Собора 1917—1918 годов глазами итальянского исследователя // Церковь и время. Научно-богословский и церковно-общественный журнал. 2016. — № 3 (76). — С. 217—226.
- Прошлое как вызов: к вопросу о психологии восприятия личности Патриарха Московского и всея Руси Сергия (Страгородского) // Вестник Русской христианской гуманитарной академии. 2016. — № 2 (17). — С. 94-107.
  - Прошлое как вызов: к вопросу о психологии восприятия патриарха Московского и Всея Руси Сергия (Страгородского) // Патриарх Сергий (Страгородский): pro et contra: антология / Русская христианская гуманитарная академия; сост., авт. предисл. С. Л. Фирсов. — СПб. : РХГА, 2017. — 669 с. — С. 7-58
- 400-летие избрания Михаила Романова на русский престол и Русская православная церковь: прошлое в зеркале сегодняшнего дня // 400-летие дома Романовых: политика памяти и монархическая идея, 1613—2013. — СПб.: Издательство Европейского университета в Санкт-Петербурге, 2016. — С. 232—244.
- Христианство и Русская Православная Церковь в посткоммунистической России: новые вызовы и старые проблемы // Христианство: Pro et Contra. Конфессиональные факторы формирования ценностной структуры российской цивилизации. Антология / Составители: Д. К. Богатырев, А. М. Прилуцкий, П. А. Сапронов. — СПб.: Издательство Русской христианской гуманитарной академии, 2016. — С. 843—873.
- Личность и образ святого Патриарха Тихона (Беллавина) в советской печати // Церковь и время. 2016. — № 2 (75). — С. 208—252.
- Про́житое, но не пережито́е. Советские артефакты: коммунистическое прошлое и современная жизнь постсоветской России. К постановке проблемы // Studia Culturae. Научный журнал по культурологии, эстетике и философии культуры. 2017. — Выпуск 2 (32). — С. 37-52.
- Святой Патриарх Тихон в отражении изданий Московской Патриархии (с 1940-х по 1990-й г.). К истории вопроса // Вестник Православного Свято-Тихоновского Гуманитарного Университета. — 2017. — № 76. — С. 121—140.
- Святейший Правительствующий Синод в эпоху Константина Петровича Победоносцева (1880—1905). Историко-социологический очерк // Святейший Синод в истории российской государственности. Сборник материалов Всесоюзной научной конференции с международным участием. [науч. ред.: С. Л. Фирсов, д-р ист. наук, проф., С.-Петерб. гос. ун-т; П. В. Фёдоров, д-р ист. наук, проф.] — СПб.: Президентская библиотека, 2017. — С. 151—193.
- Святейший Правительствующий Синод в эпоху императора Николая Павловича. Историко-социологический очерк // Церковь и время. 2017. — № 2 (79). — С. 209—262.
- На изломе. Русская революция и Великий Московский Собор 1917—1918 гг. // Звезда. Ежемесячный литературно-художественный и общественно-политический независимый журнал. 2017. — № 4. — С. 156—174.
- 40 лет Советской власти: Русская Православная Церковь между революцией и эпохой хрущевских гонений. Рецензия на монографию Адриано Роккуччи «Сталин и Патриарх. Православная церковь и советская власть, 1917—1958» (М.: РОССПЭН, 2016. 584 с.) // Вестник Тверского Государственного университета. 2017. — № 1. — С. 173—183.
- Львовский собор 1946 года в зеркале церковной прессы советского времени (к истории восприятия «униатской проблемы» на примере сборника «Львовский Церковный Собор») // Сборник в честь В. К. Зиборова. (Опыты по источниковедению. Вып. 5). — СПб.: Скрипториум, 2017. — С. 276—289.
- Григорий Распутин: 100 лет в жерновах «исторического мифа». Штрихи к вопросу о психологии восприятия личности «Друга Царей» // Вестник Русской христианской гуманитарной академии. 2017. — Т. 18. Выпуск 3. — С. 213—226
- Искатели Бога: к изучению истории русских «народных христиан» конца XIX — начала XX вв. // Русский логос: горизонты осмысления. Материалы международной философской конференции, Санкт-Петербург, 25-28 сентября 2017 г. В 2-х т. — СПб.: «Интерсоцис», Издательство РХГА, 2017. Т. 2. — С. 349—357.
- История одного документа (к истории храма "Спас-на-водах) // Вестник Исторического общества Санкт-Петербургской Духовной Академии. Научный журнал. 2018. — № 2. — С. 34-37.
- Роковые годы: движение навстречу русской смуте. Власть, общество и Церковь в эпоху Великой войны и революции 1917 г. // Моя революция. События 1917 года глазами русского офицера, художника, студентки, писателя, историка, сельской учительницы, служащего пароходства, революционера. К 100-летию русской революции. — М.: Редакция «Встреча», 2018. — С. 572—588.
- Православная Российская Церковь и Гражданская война в отражении антирелигиозной печати (1920—1941 гг.) // Церковь и время. 2018. — № 1 (82). — С. 229—272
- Гражданская война в мнениях и оценках православных церковных деятелей революционной эпохи. К психологии восприятия «русской Смуты» // Церковь и время. — 2018. — № 4 (85). — С. 66-116
- Время как судия. Русская и Константинопольская Православные Церкви в XX веке // Журнал Московской патриархии. 2018. — № 10 (923). — С. 62-67
- Семя Церкви. К вопросу о религиозно-психологическом восприятии подвига первых новомучеников Православной Российской Церкви, чье участие в Поместном Соборе 1917—1918 гг было прервано принятием мученических венцов // Материалы церковно-научной конференции «100-летие начала эпохи гонений на Русскую православную церковь» (Храм Христа Спасителя, г. Москва, 16 июня 2017 г.). — М. : Издательство Московской Патриархии Русской Православной Церкви, 2018. — 160 с. — С. 106—119
- Обручение Христу: православные братства в России. Рецензия на книгу: Православные братства в истории России : К 100-летию воззвания патриарха Тихона об образовании духовных союзов : Сборник научных трудов : В 2 ч. М. : Культурно-просветительский фонд «Преображение», 2018. // Свет Христов просвещает всех: альманах Свято-Филаретовского института. — 2019. — Вып. 32. — С. 214—219
- «Сакральный образ»: штрихи к истории мифа о «ленинской религиозности» и ее восприятии (социально-психологические аспекты темы) // Христианское чтение. — 2018. — № 5. — С. 237—255. — doi:10.24411/1814-5574-2018-10124.
- Николай Второй: пререкаемый герой «потонувшего мира» // Николай II: pro et contra: личность и деятельность императора Николая II : Антология / Русская христианская гуманитарная академия; сост., авт. предисл., аннотир. указатель имен С. Л. Фирсов. — СПб. : РХГА, 2019. — 1116 с. — С. 7-48
- «Око Государево»: обер-прокуроры Святейшего Синода в эпоху императора Николая Павловича. Штрихи к портрету // Церковь и время. Научно-богословский и церковно-общественный журнал. 2019. — № 2 (87). — С. 135—231.
- Святейший Правительствующий Синод накануне и во время революции. Историко-социологический очерк // Государство, религия, церковь в России и за рубежом. 2019. — № 1/2 [37]. — С. 90-103.
- «Они хотели культа». Культ как миф: к истории книги «Сталин. К шестидесятилетию со дня рождения» // Вестник Русской христианской гуманитарной академии. 2019. — Т. 20. — Выпуск 2. — С. 258—271.
- «Религия — род духовной сивухи». Большевики и Церковь // Россия 1918. Поступь революции. Лекции. — СПб.: Журнал «Звезда», 2019. — С. 126—162.
- Царство кесаря и царствие Божие как богословская и историко-церковная тема русских богоискателей начала XX века // Русский Логос-2: модерн — границы контроля. Материалы международной философской конференции, Санкт-Петербург, 25-28 сентября 2019 г. — СПб., 2019. — С. 72-74.
- «Новая Россия» в представлениях «сменовеховских» публицистов. К истории политического самообмана // Вестник Русской христианской гуманитарной академии. 2019. — Том 20. — Выпуск 4. — С. 265—282.
- Человек и время: эпоха Иоанна Кронштадтского // Праведный Иоанн Кронштадтский: Пастырь Нового времени и его наследие / Науч. ред. Г. М. Запальский. — М.: Лето: Фонд социально-культурных инициатив, 2020. — С. 14-39.
- Иоанн Кронштадтский и царская фамилия // Праведный Иоанн Кронштадтский: Пастырь Нового времени и его наследие / Науч. ред. Г. М. Запальский. — М .: Лето: Фонд социально-культурных инициатив, 2020. — C 66-189.
- Иоанн Кронштадтский и Первая русская революция // Праведный Иоанн Кронштадтский: Пастырь Нового времени и его наследие / Науч. ред. Г. М. Запальский. — М .: Лето: Фонд социально-культурных инициатив, 2020. — С. 190—213.
- Воспоминания современников об Иоанне Кронштадтском // Праведный Иоанн Кронштадтский: Пастырь Нового времени и его наследие / Науч. ред. Г. М. Запальский. — М .: Лето: Фонд социально-культурных инициатив, 2020. — С. 313—331.
- Предстоятель [1 февраля 2019 года исполнилось 10 лет интронизации Святейшего патриарха Кирилла] // Журнал Московской патриархии. 2019. — № 2 (927). — С. 40-49
- Великая Отечественная война и «новая религиозная политика» // Журнал Московской патриархии. 2020. — № 4. — С. 46-53
- Святой империи. К истории канонизации святителя Митрофана Воронежского в 1832 году // Христианское чтение. 2020. — № 4. — С. 184—198
- Восприятие и оценка священноначалием Русской Православной Церкви роли ислама в современной России. К постановке вопроса // Asiatica. Труды по философии и культурам Востока. — Том. 14. — № 2. — СПб., 2020. — С. 220—235.
- Отчеты обер-прокуроров Святейшего Правительствующего Синода эпохи императора Николая Павловича как источник по истории Православной Российской Церкви // Христианское чтение. 2020. — № 5 — С. 179—199
- «Царебожие» как болезнь современного религиозного сознания. (К вопросу о симптоматике и путях «излечения») // Монарх и монархия. К 150-летию со дня рождения императора Николая II и 100-летию убиения Царской Семьи. Материалы международной научной конференции. 14-16 ноября 2018 г. — М.: ПСТГУ, 2020. — С. 516—534.
- Небожественная комедия. «Православный» сталинизм: к истории появления и развития одной социальной болезни // Церковь и время. Научно-богословский и церковно-общественный журнал. 2020. — № 4 (93). — Октябрь-Декабрь. — С. 183—262.
- Гость на «пиру богов». К вопросу об участи Сергея Николаевича Булгакова в работах Великого Московского Собора 1917—1918 гг. // Вестник Русской христианской гуманитарной академии. 2020. — Т. 21. — Выпуск 3. — С. 305—322.
- «Если мы хотим России». Восприятие России в эмигрантской публицистике Ивана Шмелёва // Вестник Русской христианской гуманитарной академии. 2020. — Т. 21. выпуск 4. — Часть 1. — С. 286—299.
- Феномен обновленчества. К психологии восприятия термина // Церковно-исторический вестник. 2017/2018. — № 24-25. — С. 259—284. (Подписано в печать 15.09.2020).
- «Христианское чтение»: К истории издания журнала в 1914—1917 годах // Христианское Чтение. Научный журнал. Теология. Философия. История. 2021. — № 1. — С. 61-69.
- Феникс и его пепел. Новые сказки о великом вожде // Церковь и время. Научно-богословский и церковно-общественный журнал. 2021. — № 1 (94). — С. 87-180.

- Боярский Александр Иванович // Православная энциклопедия. — М., 2003. — Т. VI : Бондаренко — Варфоломей Эдесский[англ.]. — С. 133—135. — 39 000 экз. — ISBN 5-89572-010-2. (в соавторстве со священником Г. Орехановым).
- Витте Сергей Юльевич // Православная энциклопедия. — М., 2004. — Т. VIII : Вероучение — Владимиро-Волынская епархия. — С. 583—586. — 39 000 экз. — ISBN 5-89572-014-5.
- Григорий (Постников) // Православная энциклопедия. — М., 2006. — Т. XII : Гомельская и Жлобинская епархия — Григорий Пакуриан. — С. 580—582. — 39 000 экз. — ISBN 5-89572-017-X. (в соавторстве со священником А. Берташем).
- Жевахов Николай Давидович // Православная энциклопедия. — М., 2008. — Т. XIX : Ефесянам послание — Зверев. — С. 131—133. — 39 000 экз. — ISBN 978-5-89572-034-9.
- Иоанн Кронштадтский // Православная энциклопедия. — М., 2010. — Т. XXIV : Иоанн Воин — Иоанна Богослова Откровение. — С. 353—364. — 39 000 экз. — ISBN 978-5-89572-044-8. (в соавторстве со священником Ф. Ильяшенко).
- Ксения Петербургская // Православная энциклопедия. — М., 2015. — Т. XXXIX : Крисп — Лангадасская, Литиская и Рендинская митрополия. — С. 187—190. — 33 000 экз. — ISBN 978-5-89572-033-2.
- Питирим (Окнов) // Православная энциклопедия. — М., 2019. — Т. LVI : Петр Дамиани — Повечерие. — С. 570—574. — 39 000 экз. — ISBN 978-5-89572-063-9.
- Победоносцев Константин Петрович // Православная энциклопедия. — М., 2019. — Т. LVI : Петр Дамиани — Повечерие. — С. 740—749. — 39 000 экз. — ISBN 978-5-89572-063-9.
- Протасов Николай Александрович // Православная энциклопедия. — М., 2020. — Т. LVIII : Православный Богословский институт прп. Сергия Радонежского — Псковский Снетогорский в честь Рождества Пресвятой Богородицы монастырь. — С. 444—447. — 39 000 экз. — ISBN 978-5-89572-065-3.
- Раев Николай Павлович // Православная энциклопедия. — М., 2020. — Т. LIX : Псой Египетский — Ринальди. — С. 220—223. — 39 000 экз. — ISBN 978-5-89572-066-0.
- Распутин Григорий Ефимович // Православная энциклопедия. — М., 2020. — Т. LIX : Псой Египетский — Ринальди. — С. 320—327. — 39 000 экз. — ISBN 978-5-89572-066-0.
- Сергий (Ляпидевский) // Православная энциклопедия. — М., 2021. — Т. LXIII : Сергий — Синаксарь. — С. 88-91. — 39 000 экз. — ISBN 978-5-89572-069-1.

- Православная церковь и государство в последнее десятилетие существования самодержавия в России. — СПб. : Изд-во Рус. христиан. гуманитар. ин-та : Изд-во СПбГУ, 1996. — 660 с. — ISBN 5-88812-033-2
- Время в судьбе: Святейший Сергий, Патриарх Московский и Всея Руси : К вопросу о генезисе «сергианства» в русской церковной традиции XX века. — СПб. : Изд-во Санкт-Петербургского университета, 1999. — 205 с. — ISBN 5-288-02354-9
- «История России. 1796 − 1894. Учебник». — СПб., 1999;
- Русская церковь накануне перемен : (Конец 1890-х — 1918 гг.). — [М.] : Культур. центр «Духов. б-ка», 2002. — 623 с. — (Серия: Церковные реформы). — ISBN 5-94270-015-X
  - Руска црква уочи промена [Текст] : (крај деведесетих година XIX века — 1918. година) : Помесни сабор 1917—1918. године. — Крагуjевац : Каленић, 2008. — 550 с. — ISBN 978-86-84183-27-1
- «Апостасия. „Атеист Александр Осипов“ и эпоха хрущевских гонений на Русскую Православную Церковь». — СПб., 2005;
- Отечественная история. — Москва [и др.] : Питер, 2006. — 349 с. — (Краткий курс). — ISBN 5-469-00935-1
- «Церковь в Империи. Очерки из церковной истории эпохи Императора Николая II». — СПб., 2007;
- Николай II: пленник самодержавия : [в 2 т.]. — Санкт-Петербург : Вита Нова, 2009. — (Жизнеописания). — ISBN 978-5-93898-230-7
- Николай II. Пленник самодержавия. — Москва : Молодая гвардия, 2010. — 524 с. — (Жизнь замечательных людей; вып. 1479(1279)). — ISBN 978-5-235-03382-5
  - Николай II. Пленник самодержавия. — Изд. 2-е, перераб. — Москва : Молодая гвардия, 2017. — 524 с. — (Жизнь замечательных людей. Серия биографий; вып. 1825 (1625)). — ISBN 978-5-235-03956-8. — 4000 экз.
- На весах веры : от коммунистической религии к новым «святым» посткоммунистической России. — Санкт-Петербург : Вита Нова, 2011. — 526 с. — (Жизнеописания). — ISBN 978-5-93898-332-8 — 1200
- «Власть и огонь»: Церковь и советское государство: 1918 — нач. 1940-х гг.: очерки истории. — М.: Издательство Православного Свято-Тихоновского гуманитарного университета, 2014. — 474 с. — ISBN 978-5-7429-0441-0. — 1000 экз.
- История России: XVIII — начало XX в. Учебник. — М.: Академия, 2012. — 288 с. — ISBN 978-5-7695-8836-5 — 1500 экз.
- Искусившийся властью: история жизни митрополита Петроградского Питирима (Окнова). — Москва : Православный Свято-Тихоновский гуманитарный ун-т, 2011. — 232 с. — ISBN 978-5-7429-0386-4
- Новейшая отечественная история: учебник : для высших учебных заведений, ведущих подготовку по направлению 050100 «Педагогическое образование». — Санкт-Петербург : Изд-во РХГА, 2015. — 322 с. — ISBN 978-5-88812-743-8
- Константин Победоносцев: интеллектуал во власти. — Санкт-Петербург : Вита Нова, 2016. — 587 с. — ISBN 978-5-93898-558-2. — 800 экз.
- История России : учебник для академического бакалавриата. — 2-е изд., испр. и доп. — Москва : Издательство Юрайт, 2018. — 380 с. — (Бакалавр. Академический курс). — ISBN 978-5-534-06235-9.
- «Время войне и время миру». Православная Российская церковь и Гражданская война в России : очерки истории и историографии. — Санкт-Петербург : Изд-во РГПУ им. А. И. Герцена, 2018. — 166 с. — (Исследования. История России). — ISBN 978-5-8064-2661-2 — 100 экз.
- Ленин. Сотворение мифа. — Санкт-Петербург : Вита Нова, 2019. — 540 с. — (Историко-литературное приложение к серии «Жизнеописания»). — ISBN 978-5-93898-703-6 — 700 экз.
- «Якорь спасения». Православная церковь и Российское государство в эпоху императора Николая I. Очерки истории : монография. — Санкт-Петербург : Изд-во Санкт-Петербургской духовной акад., 2021. — 463 с. — ISBN 978-5-906627-88-9 — 500 экз.
- День прошлый, день грядущий: состояние и развитие Русской Православной Церкви в новейший период: очерки социально-политической истории. — Москва; с. Старая Потловка, Пензенская область : Спасское дело ; 2022. — 421 с. — ISBN 978-5-6044665-5-1
- История русской Православной церкви. Синодальный период. — М.: Общецерковная аспирантура и докторантура им. святых равноапостольных Кирилла и Мефодия, 2024. — 760 с. — ISBN 978-5-906543-25-7.